# 加賀局
加賀局（かがのつぼね、? - 応永29年（1422年7月頃?））は、室町時代前期の女性。室町幕府第3代将軍・足利義満の側室。柳原殿（やなぎわら どの）とも呼ばれた。

## 来歴
岩倉実相院の坊官である長快法印の娘。はじめ後光厳天皇に仕え、後に中山親雅に嫁いで中山満親を産んだ。筝の名手で管弦の度に足利義満に召され、義満の手がついて長子となる尊満を産み、義満の側室となる。この後義満との間には宝幢若公が産まれたが、こちらは2年で夭折した。両子とも足利義持より年長だが嫡出として扱われることはなかった。
加賀局はその後も義満の生涯を通じてその側近くにあり、義満の死の直前に行われた後小松天皇の北山行幸の際にも簾中で筝を弾いている。義満の死後は尊満と共に香厳院に住んだ。応永29年（1422年）7月に足利義量が尊満の母の死去を見舞っていることから、死去はこの頃と考えられる。法名は如勝。